# 81식 다연장로켓

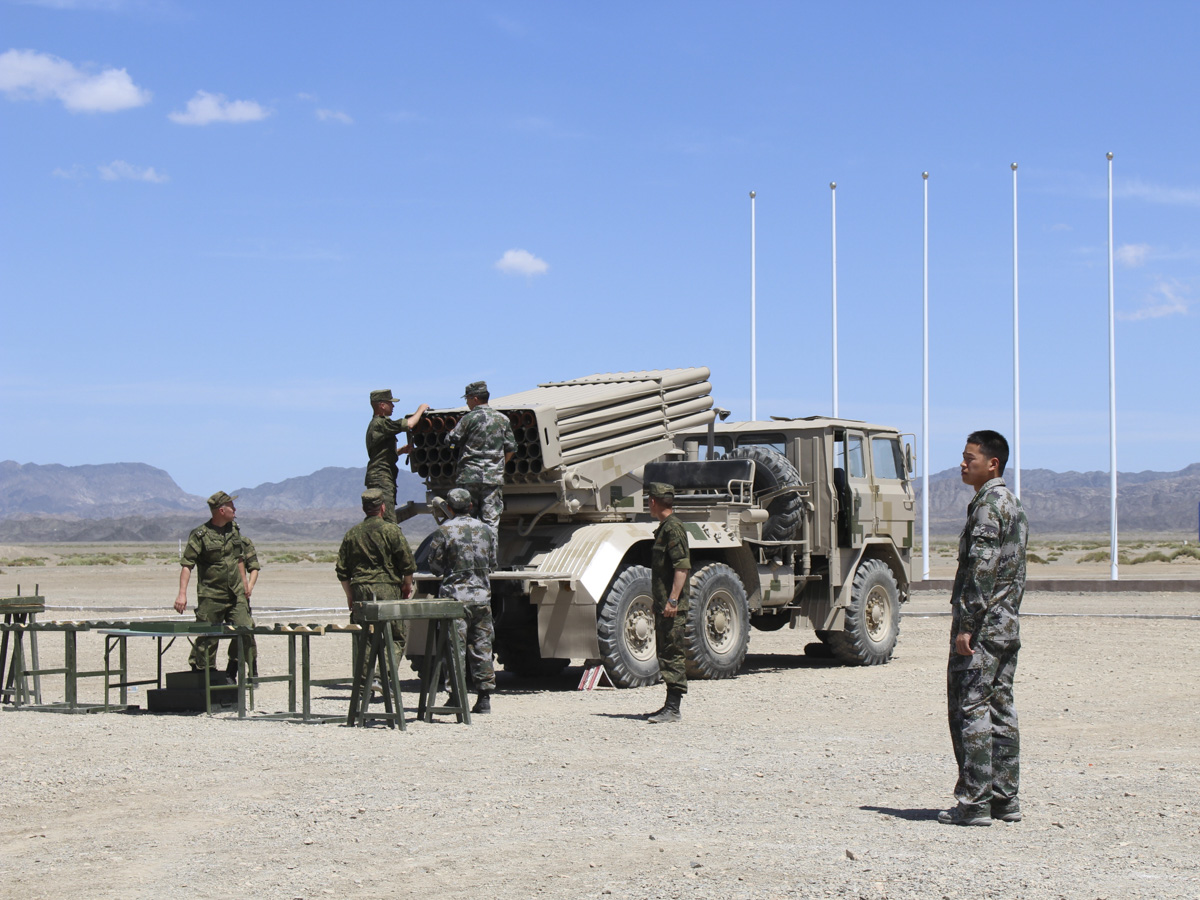
중국의 81식 다연장로켓

81식 다연장로켓은 중국의 40연장 120 mm 다연장 로켓포이다. 1960년대에 개발된 소련 40연장 120 mm BM-21을 카피했으며, 1981년에 개발했다.

## 파생형

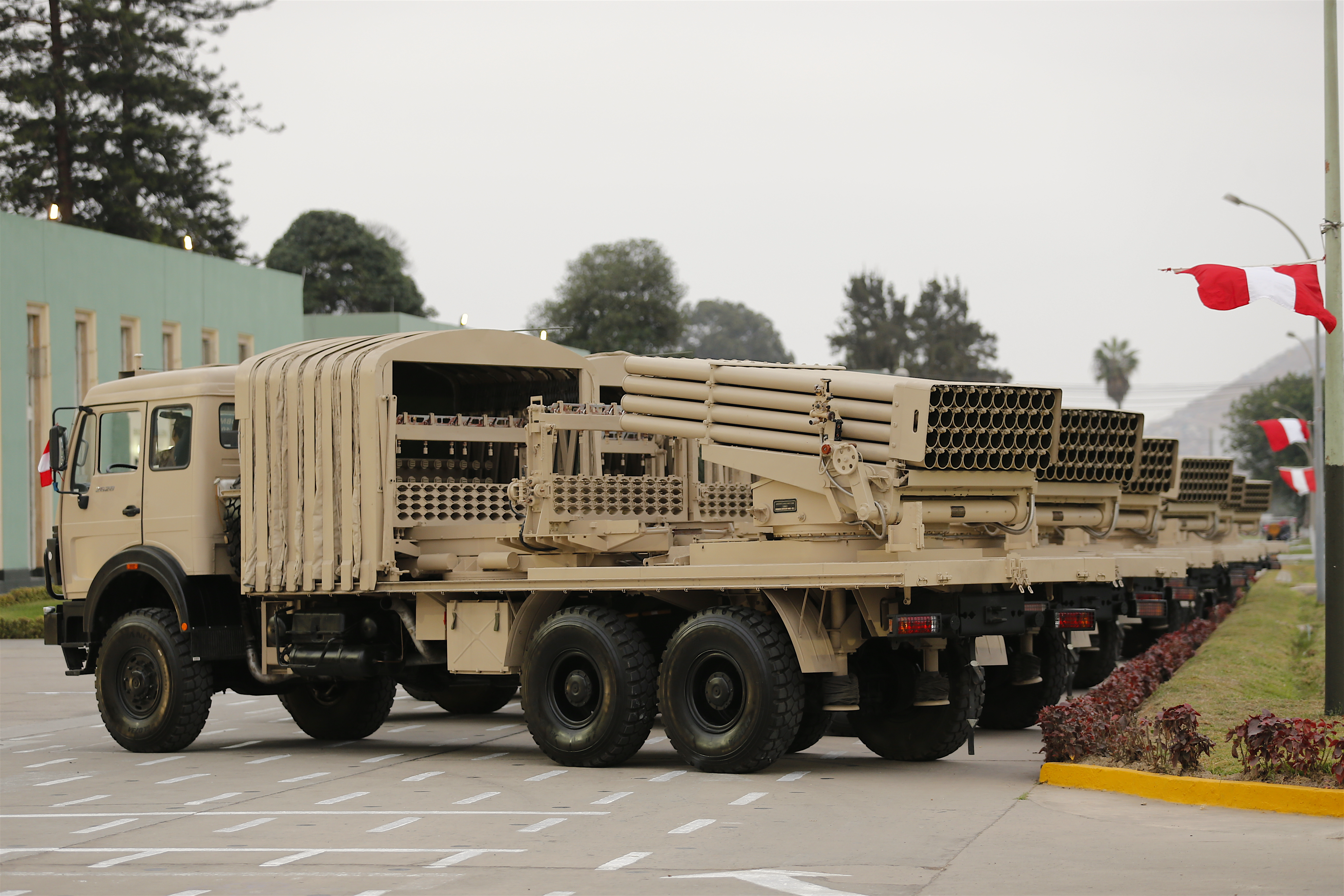
페루 육군의 90B식 다연장

81식40연장, 6륜구동 차량
83식24연장, 6륜구동 차량
89식40연장, 장갑차
90식40연장, 6륜구동 차량, 트럭에 재장전용 40발 탑재, 재장전 시간 3분
90A식통제차량에서 원격조종 발사 가능
90B식WZ551 정찰용 6륜구동 장갑차가 추가됨
SR-440연장, 사거리 50 km. 휴전선에서 50 km 거리면 서울 종로까지 도달할 수 있다. 보통의 122 mm 다연장 로켓포 사거리는 20 km 라고 알려져 있다.
SR-7사거리 50 km 122 mm 20연장에 사거리 70 km 220 mm 6연장

## 같이 보기
- 웨이스 로켓
- 연평도 포격사건 - 122 mm 다연장으로 유명
- M-1992 방사포 - 북한 122 mm 방사포
- BM-21 - 소련 122 mm 방사포